# Татарка (Красноярский край)
Татарка — посёлок сельского типа в составе Новоангарского сельского поселения Мотыгинского района Красноярского края.

## География
Посёлок расположен на берегу Ангары, в месте впадения в неё реки Татарки.

## Население
| 2010 |
| ---- |
| 73   |

Посёлок населён старообрядцами.

## Перспективы
Существованию посёлка угрожает проект строительства Мотыгинской ГЭС.